# Dona Emma
Dona Emma este un oraș în Santa Catarina (SC), Brazilia.